# آيريس باهر
آيريس باهر (بالإنجليزية: Iris Bahr)‏ هي مؤلفة وكاتِبة وممثلة أمريكية وإسرائيلية، ولدت في 1977 بذا برونكس في الولايات المتحدة.

## أعمال

### أفلام
- (2010) طارد الأرواح الأخير[4]

## وصلات خارجية
- آيريس باهر على موقع IMDb (الإنجليزية)
- آيريس باهر على موقع ألو سيني (الفرنسية)
- آيريس باهر على موقع أول موفي (الإنجليزية)
- آيريس باهر على موقع قاعدة بيانات الأفلام السويدية (السويدية)
- آيريس باهر على موقع قاعدة بيانات الفيلم (الإنجليزية)
- آيريس باهر على موقع كينوبويسك (الروسية)